# Кош-Коргон (Джалал-Абадская область)
Кош-Коргон (кирг. Кош-Коргон) — село в Базар-Коргонском районе Джалал-Абадской области Кыргызстана. Входит в состав Акманского айылного аймака.

## География
Село расположено в юго-восточной части области, на расстоянии приблизительно 4 километров (по прямой) к востоку от города Базар-Коргон, административного центра района. Абсолютная высота — 744 метра над уровнем моря.

## Население
Согласно оценочным данным Национального статистического комитета Кыргызской Республики, численность населения села на начало 2023 года составляла 3111 человек.
| год     | 2009 | 2014 | 2015 | 2020 | 2021 | 2023 |
| ------- | ---- | ---- | ---- | ---- | ---- | ---- |
| человек | 2391 | 2754 | 2858 | 3240 | 3242 | 3111 |